# Desinvestimento em combustíveis fósseis

Em 2021, 1,3 mil instituições com US$ 14,6 trilhões desinvestiram na indústria dos combustíveis fósseis.

O desinvestimento em combustíveis fósseis ou desinvestimento em combustíveis fósseis e investimento em soluções climáticas é uma tentativa de reduzir as alterações climáticas exercendo pressão social, política e económica para o desinvestimento institucional de ativos, incluindo acções, obrigações e outros instrumentos financeiros ligados a empresas envolvidas na extração de combustíveis fósseis.
Em 2011, surgiram campanhas de desinvestimento em combustíveis fósseis nos campi universitários dos Estados Unidos, com estudantes pressionando as administrações a transformarem os investimentos de dotação na indústria dos combustíveis fósseis em investimentos em energia limpa e nas comunidades mais impactadas pelas alterações climáticas. Em 2012, o Unity College no Maine se tornou a primeira instituição de ensino superior a desinvestir a sua dotação em combustíveis fósseis.
Em 2015, o desinvestimento em combustíveis fósseis foi alegadamente o movimento de desinvestimento com crescimento mais rápido da história. Em julho de 2023, mais de 1593 instituições com ativos que totalizavam mais de US$ 40,5 triliões em todo o mundo tinham iniciado ou se comprometido com alguma forma de desinvestimento em combustíveis fósseis.
Quem toma a decisõa de desinvestir cita diversos motivos. Pode ser um meio de alinhar investimentos com valores fundamentais; ou então uma tática para combater a indústria dos combustíveis fósseis; ou ainda uma forma de proteger as carteiras dos riscos financeiros relacionados ao clima. A investigação financeira sugere que, a longo prazo, o desinvestimento em combustíveis fósseis teve um impacto positivo nos retornos dos investidores.

## Motivações para o desinvestimento

### Redução das emissões de carbono
O Painel Intergovernamental sobre Mudanças Climáticas concluiu que todas as emissões futuras de dióxido de carbono devem ser inferiores a mil gigatoneladas para proporcionar uma probabilidade de 66% de evitar mudanças climáticas perigosas; este valor inclui todas as fontes de emissões de carbono. Para evitar essas mudanças, apenas 33% dos combustíveis fósseis extraíveis conhecidos das reservas conhecidas podem ser usados; este orçamento de carbono também pode ser esgotado por um aumento em outras fontes de emissão de carbono, como o desmatamento e a produção de cimento. Afirma-se que, se outras emissões de carbono aumentarem significativamente, então apenas 10% das reservas de combustíveis fósseis podem ser usadas para permanecer dentro dos limites seguros projetados.
Além disso, de acordo com a Agência de Proteção Ambiental dos EUA, a temperatura média da Terra aumentou 1,4 °F (0,78 °C) ao longo do último século e prevê-se que aumente mais 2 to 11,5 °F (1,1 to 6,4 °C) ao longo dos próximos 100 anos, com taxas de emissão de carbono contínuas. Este aumento de temperatura ultrapassaria em muito o nível de aquecimento que cientistas consideram seguro para sustentar a vida na Terra.

### Econômicas

#### Ativos encalhados – a bolha de carbono

A bolha de carbono segundo dados da Carbon Tracker Initiative (2013)

"Ativos encalhados", que são conhecidos pelas empresas de combustíveis fósseis como a "bolha de carbono", ocorrem quando as reservas das empresas de combustíveis fósseis são consideradas ambientalmente insustentáveis e, portanto, inutilizáveis, devendo ser amortizadas. Atualmente, o preço das ações das empresas de combustíveis fósseis é calculado supondo-se que todas as reservas de combustíveis fósseis das empresas serão consumidas e, portanto, os verdadeiros custos do dióxido de carbono na intensificação do aquecimento global não são levados em consideração na avaliação de mercado de ações de uma empresa.
| Combustível | Estados Unidos | África | Austrália | China e Índia | Ex-repúblicas soviéticas | Ártico | Mundialmente |
| ----------- | -------------- | ------ | --------- | ------------- | ------------------------ | ------ | ------------ |
| Carvão      | 92%            | 85%    | 90%       | 66%           | 94%                      | 0%     | 82%          |
| Gás         | 4%             | 33%    | 61%       | 63%           | 50%                      | 100%   | 49%          |
| Óleo        | 6%             | 21%    | 38%       | 25%           | 85%                      | 100%   | 33%          |

Em 2013, um estudo do HSBC descobriu que entre 40% e 60% do valor de mercado da BP, da Royal Dutch Shell e de outras empresas europeias de combustíveis fósseis poderia ser eliminado devido a ativos encalhados causados pela regulamentação das emissões de carbono. O então presidente do Banco de Inglaterra, Mark Carney, falando no seminário do Banco Mundial de 2015, declarou que "a grande maioria das reservas são incombustíveis" se o aumento da temperatura global for limitado a menos de 2°C. Em 2019, Carney sugeriu que os bancos deveriam ser forçados a divulgar os seus riscos associados ao clima nos próximos dois anos, e afirmou que mais informações levariam os investidores a penalizar e recompensar as empresas de acordo. Alertou também que as empresas e indústrias que não estão caminhando para emissões zero de carbono podem ser punidas pelos investidores e falir.
Em junho de 2014, a Agência Internacional de Energia divulgou uma análise independente sobre o efeito dos controles de emissões de carbono. Ela estimou que US$ 300 bilhões em investimentos em combustíveis fósseis ficariam estagnados até 2035 se fossem adotados cortes nas emissões de carbono de modo que a temperatura média global da superfície aumentasse não mais do que 2°C.
Um relatório da Carbon Tracker Initiative constatou que, entre 2010 e 2015, o setor carbonífero dos EUA perdeu 76% do seu valor, incluindo o encerramento de 200 minas. Constatou-se que a Peabody Energy, a maior empresa privada de mineração de carvão do mundo, perdeu 80% do preço das suas ações durante esse período. Este queda foi atribuída às regulamentações da Agência de Proteção Ambiental (EPA) e à concorrência com o gás de xisto.

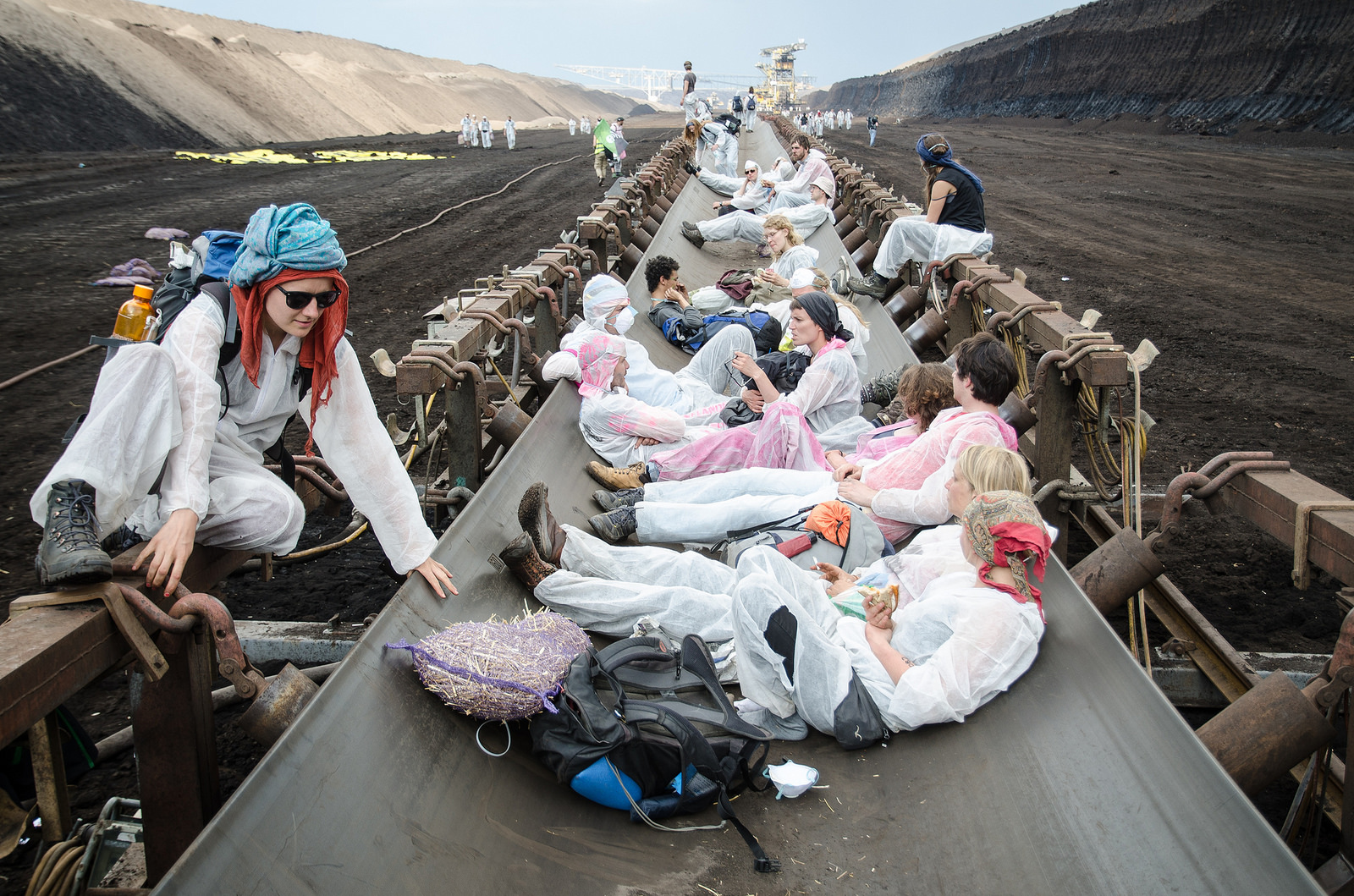
Entre 3500–4000 ativistas ambientais bloqueando uma mina de carvão na Alemanha em protesto contra seus impactos nas mudanças climáticas (Ende Gelände 2016)

Em 2013, as empresas de combustíveis fósseis investiram US$ 670 bilhões na exploração de novos recursos de petróleo e gás.
De acordo com pesquisas de 2021, cerca de metade dos ativos de combustíveis fósseis do mundo poderão se tornar inúteis até 2036, no contexto de uma transição zero líquido.

#### Risco da regulamentação e precificação de carbono
Um relatório de 2015 estudou 20 empresas de combustíveis fósseis e descobriu que, embora altamente lucrativo, o custo econômico oculto para a sociedade também era grande. O relatório abrange o período de 2008 a 2012 e observa que "para todas as empresas e todos os anos, o custo econômico para a sociedade das suas emissões CO2  foi maior do que o seu lucro após impostos, com a única exceção sendo a ExxonMobil em 2008." :4As empresas de carvão puro têm um desempenho ainda pior: "o custo econômico para a sociedade excede a receita total (emprego, impostos, compras de materiais e emprego indireto) em todos os anos, com este custo variando entre quase US$2 e US$9 por cada US$ 1 de receita". :4,5
Da mesma forma, em 2014, a empresa de análise financeira Kepler Cheuvreux projetou US$ 28 triliões em valor perdido para as empresas de combustíveis fósseis num cenário regulamentar que visa 450 partes por milhão de CO2 atmosférico.

#### Concorrência de fontes de energia renováveis
A concorrência de fontes de energia renováveis pode levar à perda de valor das empresas de combustíveis fósseis devido à sua incapacidade de competir comercialmente com elas. Em alguns casos, isso já aconteceu. O Deutsche Bank previu que 80% do mercado global de eletricidade teria atingido a paridade de rede para a geração de eletricidade solar até o final de 2017. Em 2012, 67% da geração mundial de eletricidade foi produzida a partir de combustíveis fósseis.
A Stanwell Corporation, uma geradora de eletricidade de propriedade do Governo de Queensland, registrou um prejuízo em 2013 com os seus 4.000 MW de capacidade de geração a carvão e gás. A empresa atribuiu essa perda à expansão da geração de energia solar em telhados, que reduziu o preço da eletricidade durante o dia; em alguns dias, o preço (geralmente AU$ 40–50/MWh) era quase zero. O governo australiano e a Bloomberg New Energy Finance previram que a produção de energia por painéis solares em telhados aumentaria em seis vezes entre 2014 e 2024.

#### Preços instáveis dos combustíveis fósseis
A instabilidade dos preços dos combustíveis fósseis tornou o investimento na extração de combustíveis fósseis uma oportunidade de investimento mais arriscada. O petróleo bruto da West Texas Intermediate caiu de US$ 107 por barril em junho de 2014 para US$ 50 por barril em janeiro de 2015. O Goldman Sachs declarou em janeiro de 2015 que, se o petróleo se estabilizasse em US$ 70 por barril, US$ 1 bilião em investimentos planeados em campos petrolíferos não seriam rentáveis.

### Morais
A motivação moral para o desinvestimento em combustíveis fósseis se baseia na crença de que seria errado lucrar com danos deliberados e conscientes ao planeta, especialmente quando os impactos desses danos são absorvidos desproporcionalmente por aqueles que menos se beneficiaram da extração e do uso de combustíveis fósseis. O filósofo e ativista pela justiça climática sul-africano Alex Lenferna apresenta estes três argumentos morais interligados a favor do desinvestimento em combustíveis fósseis:
1. investir em combustíveis fósseis contribui para danos e injustiças graves, substanciais e desnecessários;
2. desinvestir em combustíveis fósseis ajuda a cumprir a nossa responsabilidade moral de promover a ação climática; e
3. investir em combustíveis fósseis mancha moralmente aqueles que o fazem, tornando-os cúmplices das injustiças da indústria de combustíveis fósseis.

### Legais
O argumento legal para o desinvestimento é o de que, como a indústria dos combustíveis fósseis enfrenta riscos estruturais a longo prazo, os investidores que continuam a apostar nela podem estar violando os seus deveres fiduciários. Por exemplo, em 2021, a Universidade de Harvard se comprometeu a desinvestir em combustíveis fósseis após enfrentar uma queixa legal que afirmava que os seus investimentos violavam as leis estaduais.

## Efeitos

### Estigmatização das empresas de combustíveis fósseis
Um estudo da Escola Smith de Empreendimento e Meio Ambiente da Universidade de Oxford concluiu que a estigmatização das empresas de combustíveis fósseis causada pelo desinvestimento pode "aumentar substancialmente a incerteza em torno dos fluxos de caixa futuros das empresas de combustíveis fósseis". Isso, por sua vez, "pode levar a uma compressão permanente nos múltiplos de negociação – por exemplo, a relação preço/lucro (P/L) de uma empresa-alvo."
O objetivo das campanhas de desinvestimento é criar novas normas morais globais.

### Impacto financeiro
Evidências recentes sugerem que, além dos impactos sociais, o desinvestimento em combustíveis fósseis prejudica a capacidade da indústria de combustíveis fósseis de implementar seu modelo de negócios. O custo de capital para projetos de combustíveis fósseis aumentou nos últimos anos, uma tendência que as próprias empresas do ramo atribuíram, em parte, à pressão pelo desinvestimento.
De acordo com uma análise de 2019 do think tank estadunidense Instituto de Economia e Análise Financeira da Energia, a parte do setor energético do S&P 500, que é dominada pelos combustíveis fósseis, tem tido um desempenho inferior ao do índice geral desde 1989.

## Casos jurídicos
Em novembro de 2014, um grupo de sete estudantes de graduação, pós-graduação e direito entrou com uma ação judicial no Tribunal Superior do Condado de Suffolk contra o presidente e fellows da faculdade Harvard e outros por "má gestão de fundos de caridade" e "investimento intencional em atividades anormalmente perigosas" em relação aos investimentos de Harvard em empresas de combustíveis fósseis. Em março de 2015, o tribunal superior deferiu o pedido de arquivamento da ação de Harvard, com o juiz argumentando que "os autores apresentaram sua defesa, por mais fervorosa, articulada e admirável que seja, a um fórum que não pode conceder a reparação que buscam."
No início de 2021, estudantes de Harvard e do Boston College apresentaram queixas ao Procurador-Geral de Massachusetts, afirmando que os investimentos em combustíveis fósseis representavam uma violação das leis estaduais que regem o dever fiduciário. Em setembro, Harvard se comprometeu com o desinvestimento, citando explicitamente as suas obrigações fiduciárias no processo.

## Reação da indústria de combustíveis fósseis
Em Outubro de 2014, a ExxonMobil declarou que o desinvestimento nos combustíveis fósseis estava “desfasado da realidade” e que “não utilizar combustíveis fósseis equivale a simplesmente não utilizar energia, e isso não é viável”.
Em março de 2014, John Felmy, economista-chefe do Instituto Americano de Petróleo, declarou que o movimento para desinvestir em empresas de combustíveis fósseis "realmente me enoja" e afirmou que acadêmicos e ativistas que apoiam o desinvestimento são "mal informados, desinformados ou mentirosos". Ele criticou particularmente o ambientalista e autor Bill McKibben.
A Associação Mundial do Carvão (World Coal Association) destacou que o desinvestimento na indústria de combustíveis fósseis não resulta necessariamente na redução da demanda por esses produtos, mas sim na perda de influência de investidores ambientalmente conscientes sobre a operação das empresas que compõem o setor. Benjamin Sporton, diretor executivo interino da Associação Mundial do Carvão em 2013, afirma que o carvão tem sido a fonte de energia com crescimento mais rápido na última década e é uma importante matéria-prima para aço e cimento em países em desenvolvimento.

## Expansão para um movimento global
A campanha espalhou-se para cerca de 50 campus universitários na primavera de 2012. Em setembro de 2014, 181 instituições e 656 indivíduos comprometeram-se a desinvestir mais de US$ 50 bilhões. Um ano depois, os números tinham crescido para 436 instituições e 2.040 indivíduos em 43 países, representando US$ 2,6 trilhões em ativos, dos quais 56% eram baseados no compromisso de fundos de pensões e 37% de empresas privadas. Até abril de 2016, já tinham aderido ao compromisso 515 instituições, das quais 27% eram grupos religiosos, 24% eram fundações, 13% eram organizações governamentais, 13% eram fundos de pensões e 12% eram faculdades, universidades e escolas, representando, juntamente com os investidores individuais, um total de US$ 3,4 trilhões em ativos. Em abril de 2020, o número de instituições tinha crescido para 1192, com um valor total combinado de ativos de US$ 14,14 trilhões. Em julho de 2023, mais de 1593 instituições com ativos totalizando mais de US$ 40,5 trilhões em ativos em todo o mundo tinham iniciado ou comprometido alguma forma de desinvestimento de combustíveis fósseis.

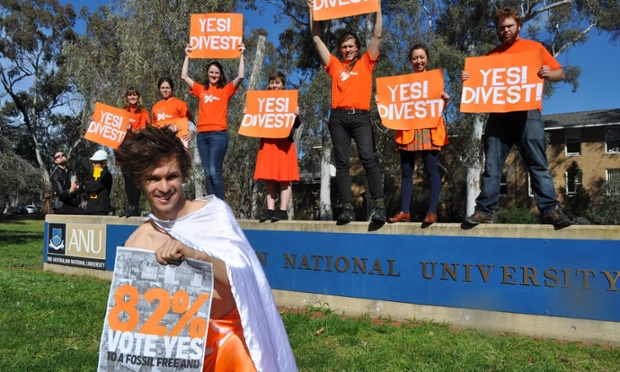
Estudantes da ANU em 2014 protestando pelo desinvestimento em combustíveis fósseis.

## Apoio ao desinvestimento em combustíveis fósseis

### Por parte de políticos e indivíduos
Alguns indivíduos e organizações manifestaram apoio ao desinvestimento em combustíveis fósseis, incluindo Ban Ki-moon, então secretário-geral das Nações Unidas, e o ator Leonardo DiCaprio.
Em março de 2015, Mary Robinson, enviada especial de Ban Ki-moon para as alterações climáticas e ex-presidente irlandesa, declarou que "é quase um requisito de diligência considerar acabar com o investimento em empresas de energia suja".
Desmond Tutu expressou apoio ao desinvestimento em combustíveis fósseis e o comparou ao desinvestimento da África do Sul em protesto contra o apartheid.
 
Em setembro de 2020, 12 prefeitos do grupo C40 emitiram uma declaração aberta de apoio ao desinvestimento em combustíveis fósseis, intitulada “Desinvestir em Combustíveis Fósseis, Investir num Futuro Sustentável”.

### Por parte de investidores
Ao palestrar no 5º Fórum Mundial Anual de Pensões e Investimentos realizado em dezembro de 2015, o diretor do Earth Institute, Jeffrey Sachs, defendeu que os investidores institucionais assumissem a sua responsabilidade fiduciária na redução do risco de perdas através do desinvestimento em combustíveis fósseis.

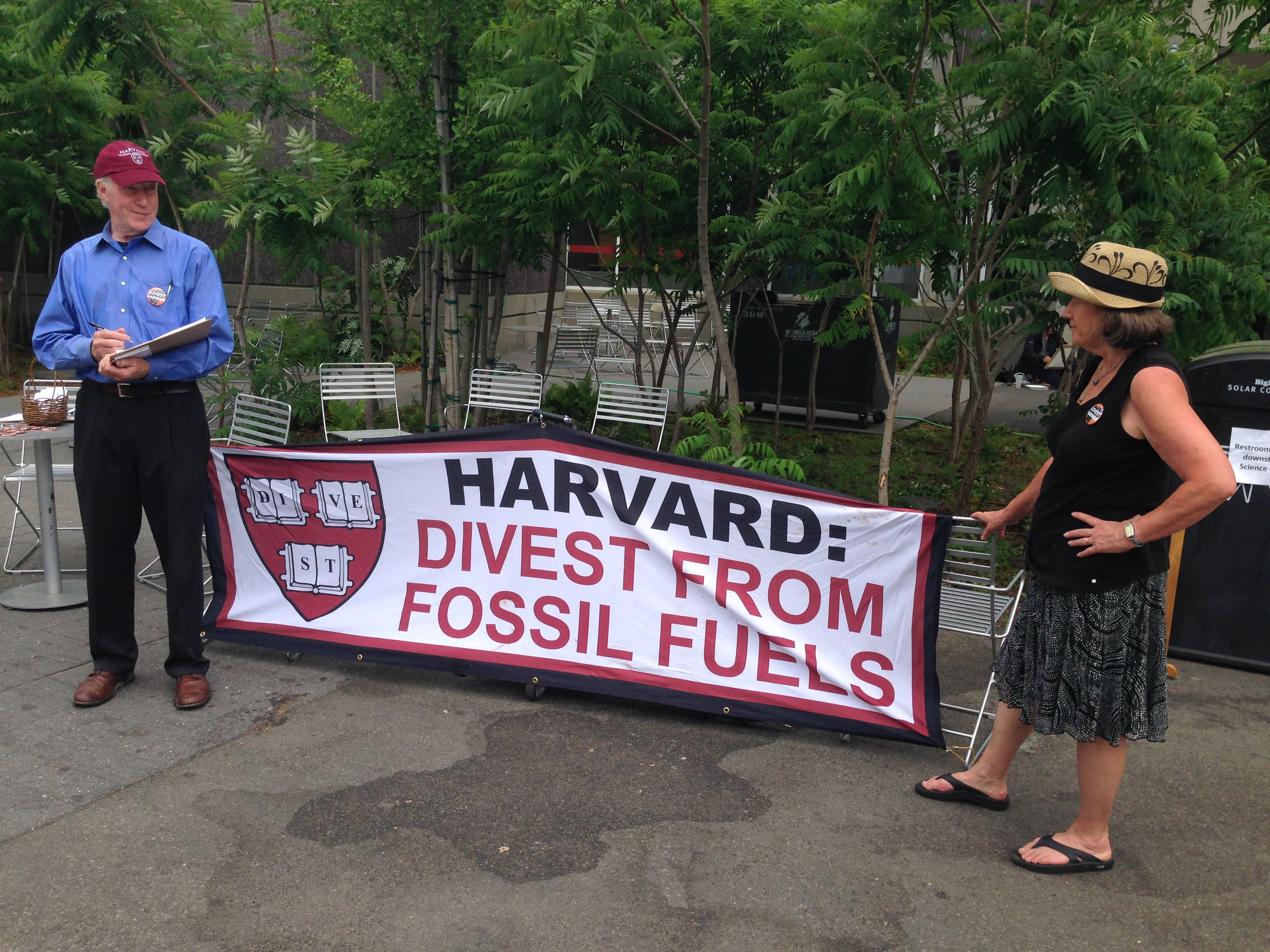
Pessoas no campus de Harvard buscando assinaturas para o desinvestimento de Harvard em combustíveis fósseis. A faixa diz: "Harvard: desinvista em combustíveis fósseis" (maio de 2015)

## Grupos que estão desinvestindo ou tomando medidas oficiais para desinvestimento por país

### Estados Unidos

#### Governos e fundos de pensão nos EUA
Os governos e fundos de pensão nos Estados Unidos que desinvestiram parcial ou totalmente ou que tomaram medidas para desinvestir incluem (em ordem alfabética):
- Amherst, Cambridge, Northampton, Provincetown e Truro, Massachusetts - em 2014, as câmaras de vereadores ou os conselhos municipais nesses municípios aprovaram resoluções pedindo aos gestores de pensões que desinvestissem em combustíveis fósseis.[52]
- Ann Arbor, Michigan - em outubro de 2013, após várias rodadas de consideração, o conselho da cidade votou 9-2 para aprovar uma resolução não vinculativa solicitando que o conselho do Sistema Previdenciário dos Servidores da Cidade de Ann Arbor cessasse novos investimentos nas 100 principais empresas de extração de carvão e as 100 principais de gás e petróleo e desinvestisse esses investimentos atuais dentro de cinco anos.[53]
- Berkeley, Califórnia - em 2013, o Conselho Municipal votou para adotar uma política oficial de desinvestimento de fundos da cidade da propriedade direta de empresas de combustíveis fósseis negociadas publicamente.[54]
- Boston, Massachusetts - Em novembro de 2021, o Conselho Municipal de Boston votou por unanimidade para desinvestir completamente os fundos da cidade da indústria de combustíveis fósseis até 2025. A ordenação abrangerá todos os investimentos do tesouro da cidade, incluindo as infraestruturas. No entanto, os investimentos em pensões não serão cobertos, pois são regidos pela lei estadual.[55]
- Burlington, Vermont - em dezembro de 2014, o Conselho Municipal de Burlington aprovou por unanimidade a condução de um estudo sobre o possível desinvestimento de grandes empresas de combustíveis fósseis. Uma força-tarefa de vereadores da cidade, membros do conselho de aposentadoria, representantes dos funcionários públicos e outros foi nomeada para pesquisar a proposta e fazer recomendações para o conselho de reforma da cidade dentro de um ano.[56]
- Denver, Colorado - em abril de 2019, o prefeito Michael Hancock anunciou que a cidade e o condado de Denver desinvestiriam seus interesses em combustíveis fósseis.[57]
- Eugene, Oregon - A Câmara dos  Vereadores votou por unanimidade em janeiro de 2014 para abordar a questão dos combustíveis fósseis em uma futura reunião.[58]
- Ithaca, Nova York - em 2013, o prefeito Svante Myrick declarou que a cidade não tinha nenhum investimento em combustíveis fósseis e não faria nenhum investimento enquanto ele fosse prefeito. Myrick também incentivou os fundos de pensão do Estado de Nova York e do Sistema Local de Pensão, supervisionados pelo Escritório do Controle do Estado de Nova Iorque, a desinvestir.[59]
- Madison, Wisconsin - em julho de 2013, a cidade adotou uma resolução declarando que é política da cidade não investir em empresas de combustíveis fósseis. A resolução não se aplica ao Distrito Escolar Metropolitano de Madison (cujos saldos de caixa a cidade investe) ou a duas sociedades municipais de seguros mútuos, das quais a cidade é parte proprietária. O prefeito Paul Soglin e a maioria dos membros da câmara dos vereadores apresentaram a resolução.[60][61]
- Maine - em junho de 2021, a Assembleia Legislativa do Maine votou para aprovar o projeto 99, por 80-57 na Câmara e 18-15 no Senado pelas linhas do partido, mandando que o governo do estado e o fundo de pensão desinvistam das empresas de combustíveis fósseis até janeiro de 2026. Isto chega a US$ 70 milhões e US$ 1,2 bilhão, respectivamente e faz do Maine o primeiro estado dos EUA a autorizar tal desinvestimento.[62]
- Nova Iorque - em janeiro de 2018, a cidade anunciou que desinvestirá US$ 5 bilhões em interesses em combustíveis fósseis nos próximos cinco anos. Além disso, a cidade está processando a BP, a ExxonMobil, a Chevron, a ConocoPhillips e a Shell por custos que a cidade enfrenta em relação às mudanças climáticas.[63]
- Providence, Rhode Island - em junho de 2013, o Conselho Municipal votou por 11-1 para promulgar uma resolução que ordena a diretoria de comissários de investimento da cidade a desinvestir das maiores empresas de carvão, petróleo e gás do mundo dentro de cinco anos, e a não fazer novos investimentos em tais empresas.[64]
- São Francisco, Califórnia - em 2013, o Conselho de Supervisores aprovou por unanimidade uma resolução não vinculativa pedindo aos gerentes do Sistema de aposentadoria dos funcionários de San Francisco que desinvestiam em combustíveis fósseis; em março de 2015, o conselho do sistema de aposentados votou para começar "a participação de nível dois", um passo em direção ao desinvestimento.[65][66]
- Santa Monica, Califórnia - comprometeu-se com o desinvestimento em 2013 e completou seu desinvestimento (de cerca de US$ 700 mil) em um ano.[67]
- Seattle, Washington - O prefeito prometeu desinvestir em 2012, mas a cidade e o fundo de pensões não concluíram o processo.[68][69]
- Somerville, Massachusetts - A diretoria de aposentadoria da cidade votou em 2017 para transferir 4,5% de seu portfólio para um fundo que não inclui empresas de combustíveis fósseis. Pouco depois disso, a ação de desinvestimento foi bloqueada pelo conselho público de supervisão de pensões do estado com base na responsabilidade fiduciária (embora uma análise de 2019 tenha descoberto que a versão desinvestida do fundo teria um retorno substancialmente maior do que o fundo que incluiu combustíveis fósseis).[70] Desde então, os esforços para permitir petições de regra doméstica e uma lei estatal dando às cidades de Massachusetts um maior controle sobre ações de desinvestimento continuam.[71]
- Washington, DC - em junho de 2016, o Conselho Municipal junto com DC Divest anunciou que o fundo de aposentadoria do Distrito de US$ 6,4 bilhões havia desinvestido participações diretas nas 200 principais empresas de combustíveis fósseis do mundo.[72]

#### Fundações e doações de caridade nos EUA
Em setembro de 2014, o Rockefeller Brothers Fund anunciou que iria alienar os seus investimentos em combustíveis fósseis em mais de US$ 50 milhões. "Estamos bastante convencidos de que, se ele estivesse vivo hoje, como um empresário astuto com vista ao futuro, estaria a abandonar os combustíveis fósseis e a investir em energia limpa e renovável."

#### Organizações religiosas nos EUA
Fundada em 1992, a organização inter-religiosa GreenFaith experimentou um aumento no interesse após o "fracasso espetacular" das negociações climáticas na Conferência das Nações Unidas sobre Mudanças Climáticas de 2009, em Copenhague . O fundador, reverendo Fletcher Harper, afirmou que a ineficácia da cúpula inspirou movimentos de desinvestimento em locais de culto de várias religiões. Isso mais tarde levaria ao ativismo entre fés e religiões, como o envolvimento da GreenFaith na Marcha Climática dos Povos de 2014.
O sínodo geral de 2013 da Igreja Unida de Cristo (UCC, na sigla em inglês) aprovou uma resolução (patrocinada pela Conferência de Massachusetts e outras dez conferências da UCC) delineando um caminho para o desinvestimento de fundos da igreja em participações em combustíveis fósseis. Segundo a resolução, um plano de desinvestimento seria desenvolvido até junho de 2018. A proposta original considerada pelo sínodo geral pedia um plano de desinvestimento de cinco anos; isso foi alterado após negociações entre os proponentes do desinvestimento e o braço de investimento da UCC, o United Church Funds. O United Church Funds também estabeleceu um fundo denominacional livre de fósseis (acredita-se ser o primeiro de seu tipo), que arrecadou quase US$ 16 milhões de congregações, conferências e outros grupos da UCC até o final de setembro de 2014.
Em junho de 2014, os conselheiros do Seminário Teológico da União na cidade de Nova York votaram unanimemente para começar a desinvestir em combustíveis fósseis dos US$ 108,4 milhões de doações do seminário.

#### Bancos nos EUA
Em 2019, o banco multinacional Goldman Sachs desinvestiu em projetos de petróleo ártico, minas térmicas de carvão e remoção de topos de montanhas.

### Reino Unido

#### Autoridades locais
Em 2015, a Assembleia de Londres aprovou uma moção apelando ao Presidente da Câmara de Londres que alienasse urgentemente fundos de pensões de empresas de combustíveis fósseis
O governo do Reino Unido alertou explicitamente as autoridades locais do país de que elas podem ser penalizadas se boicotarem fornecedores com base no envolvimento na extração de combustíveis fósseis, enquanto não boicotar continuar sendo uma política governamental.

#### Faculdades e universidades
Segundo dados de janeiro de 2020, de acordo com a organização de campanha estudantil People & Planet, mais da metade das universidades do Reino Unido já assumiram algum tipo de compromisso de desinvestimento, elevando o total de desinvestimentos no ensino superior do Reino Unido para mais de £12 bilhões.

#### Organizações religiosas no Reino Unido
Em 30 de abril de 2015, a Igreja da Inglaterra concordou em alienar £ 12 milhões de suas reservas de petróleo de areias betuminosas e carvão térmico . A igreja tem um fundo de investimento de £9 bilhões.

### Nova Zelândia

#### Faculdades e universidades na Nova Zelândia
- Universidade de Otago ( Dunedin, Nova Zelândia ) – Em setembro de 2016, a universidade criou uma política de investimentos éticos que exclui investimentos na "exploração e extração de combustíveis fósseis". A Universidade de Otago foi a segunda universidade na Nova Zelândia a se comprometer com investimentos livres de combustíveis fósseis.[85]
- Universidade Victoria ( Wellington, Nova Zelândia ) – em dezembro de 2014, a universidade anunciou a sua intenção de alienar todos os seus investimentos em combustíveis fósseis, tornando-se a primeira universidade da Nova Zelândia a fazê-lo.[86]

### Irlanda
A Irlanda deverá ser o primeiro país do mundo a desinvestir dinheiro público em combustíveis fósseis.

### Suécia

#### Governos e fundos de pensão
- Município de Örebro — É o primeiro do país a se comprometer a retirar os seus fundos dos combustíveis fósseis, numa iniciativa para alinhar os seus investimentos com os seus objectivos ambientais. Örebro é a 30.ª autoridade local em todo o mundo a tomar esta medida, seguindo os passos de cidades como São Francisco, Seattle e a cidade neerlandesa de Boxtel.[90]

#### Faculdades e universidades
- Universidade de Tecnologia Chalmers ( Gotemburgo, Suécia) – No início de 2015, a universidade tornou-se a primeira universidade sueca a desinvestir em combustíveis fósseis. A universidade anunciou que venderia cerca de US$ 600.000 em participações em combustíveis fósseis.

### União Europeia

#### Banco Europeu de Investimento
Em novembro de 2019, o Banco Europeu de Investimento (BEI) adotou uma estratégia para encerrar o financiamento de novos projetos de energia a partir de combustíveis fósseis, sem redução de emissões, incluindo o gás natural, a partir do final de 2021.

## Leitura complementar
- Bill McKibben (Outubro de 2019). Money Is the Oxygen on Which the Fire of Global Warming Burns – What if the banking, asset-management, and insurance industries moved away from fossil fuels? The New Yorker. Retrieved 27 de outubro de 2019
- Laskowska, Anna (2017). The green bond as a prospective instrument of the global debt market. [S.l.: s.n.]
- OECD, Divestment and Stranded Assets in the Low-carbon Transition, 2015.
- Rowe, James; Dempsey, Jessica; Gibbs, Peter (julho de 2016). The Power of Fossil Fuel Divestment (And Its Secret) (PDF). Winnipeg, Canada: ARP. Consultado em 17 de abril de 2018